# アンソニー・ニュージェント (第11代ウェストミーズ伯爵)

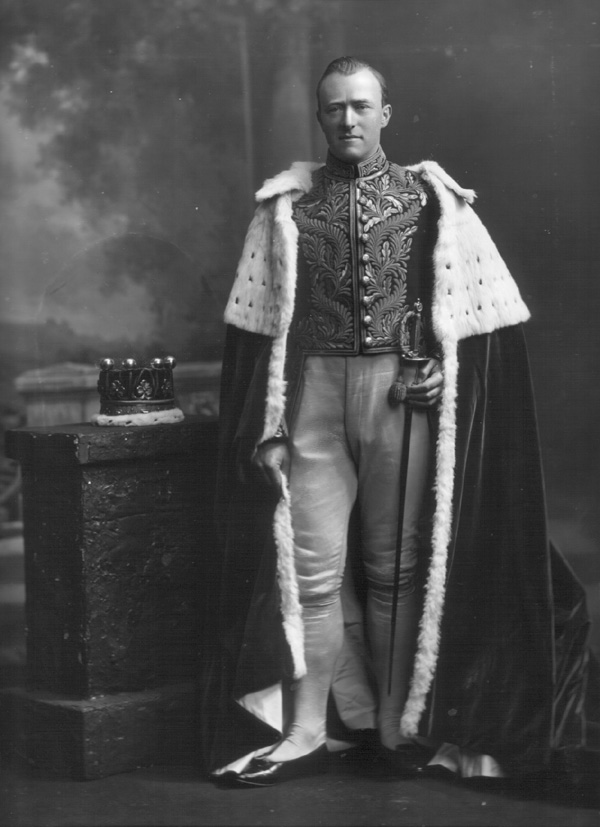
第11代ウェストミーズ伯爵、1911年撮影。

第11代ウェストミーズ伯爵アンソニー・フランシス・ニュージェント（Anthony Francis Nugent, 11th Earl of Westmeath PC (Ire)、1870年1月11日 – 1933年12月12日）は、アイルランド貴族。保守党に属し、アイルランド貴族代表議員を務めた。
1879年から1883年までデルヴィン卿の儀礼称号を使用した。

## 生涯
第10代ウェストミーズ伯爵ウィリアム・ニュージェントと妻エミリー・マーガレット（1906年7月7日没、アンドルー・ウィリアム・ブレイクの娘）の息子として、1870年1月11日にゴールウェイ県ファーボーで生まれた。1883年5月31日に父が死去すると、ウェストミーズ伯爵位を継承した。サウス・ケンジントンのオラトリー・スクール（Oratory School）で教育を受けた後、1890年10月10日にオックスフォード大学クライスト・チャーチに入学、1895年にB.A.の学位を修得した。
1895年から1897年までイギリス在ワシントンD.C.大使館でアタッシェを務めた後。1898年にニューファンドランド王立委員会（Royal Commission to Newfoundland）書記を務めた。このとき、イギリスとフランスはニューファンドランド海岸における漁業権について争っており、フランスは1713年のユトレヒト条約と1783年のヴェルサイユ条約により排他的な漁業権を所有していると主張し、イギリスはその主張を認めなかった。植民地大臣ジョゼフ・チェンバレンは委員会を設立して、フランスが漁業権を主張している海岸へ実地調査に行かせた。委員会は報告書を提出したが、報告書は出版されなかった。その後、ニューファンドランド漁業権問題は1904年の英仏協商で解決された。ウェストミーズ伯爵自身は1898年から1901年までチェンバレンの秘書官を務めた。
1901年2月4日にアイルランド貴族代表議員に選出され、1933年に死去するまで務めた。保守党に属し、保守党のカールトン・クラブにも加入した。
1902年8月11日、アイルランド枢密院の枢密顧問官に任命された。同年に王立アイルランド大学評議員（Senator）に就任、1909年に同大よりLL.D.の名誉学位を授与された。
1883年時点でゴールウェイ県に14,604エーカー、ロスコモン県に1,091エーカーの領地を所有し、合計で年収5,486ポンドに相当した。また、1923年までにゴールウェイ県の治安判事、副統監に就任している。
1933年12月12日に生涯未婚のままダブリンで死去、爵位は弟ギルバートが継承した。